# Marketing sportif
 (février 2019).
Le marketing sportif (ou marketing du sport) est l'ensemble des principes et des stratégies marketing appliqués au domaine du sport. Il concerne à la fois les produits, les services et les organisations. L’objectif du marketing sportif est de permettre aux entreprises de promouvoir un sport en particulier mais aussi de promouvoir autre chose que le sport au travers du sport.
En effet, le sport permet à la fois de rassembler les gens autour d’une passion commune et de passer outre aux différences, de susciter le débat et de développer un sentiment d’appartenance fort pour les adeptes. L’engouement autour de ce domaine a obligé les entreprises mais aussi les professionnels du marketing à adapter leurs stratégies en fonction de ce nouveau marché. Ainsi, le sport est devenu pour les entreprises un moyen de communiquer sur leurs valeurs, leurs engagements ou encore leurs produits. On ne parle plus aujourd’hui de sport mais de « sportainment ».  

## Les différentes facettes du marketing sportif

### Le sponsoring
Le sponsoring, aussi appelé parrainage, est une technique de communication qui consiste, pour toute organisation, marque ou produit à associer sa marque à une entité sportive en vue d’atteindre des objectifs de communication marketing. Même si le sponsoring passif (panneautique, sponsors maillots…) existe toujours, il s’est professionnalisé et fait partie d’un mix de communication où il est accompagné d’opérations sur le terrain. En exemple de sponsoring on peut citer Lacoste qui sponsorise le joueur de tennis Arnaud Clément, Coca-cola qui sponsorisait la Coupe du Monde de football 1998 ou la Caisse d’Epargne qui sponsorise l’équipe de France de basket.
Cette stratégie de sponsoring a de nombreux objectifs pour une entreprise. Tout d’abord, il doit développer la notoriété de la marque grâce à une visibilité meilleure et plus intense. Par ailleurs, cette exposition peut permettre d’atteindre une nouvelle cible et ainsi déclencher l’acte d’achat. Le second objectif du sponsoring, et surement celui qui est le plus important aujourd’hui, est l’effet sur l’image de marque. Son but est alors d’améliorer l’image de la marque notamment en bénéficiant d’un transfert de valeurs du sponsorisé vers la marque. Un autre objectif du sponsoring est de développer une relation de proximité avec l’environnement de l’entreprise : personnel, fournisseurs, distributeurs, clients, médias, collectivités locales. Il s’agit alors de se démarquer des modes de communication traditionnels pour développer une relation de proximité avec ces cibles. Enfin, le sponsoring a un objectif financier dans le sens où il se doit de présenter un coût de contact inférieur à celui de la publicité.

### Le naming
Le naming, aussi appelé droit d’appellation, est une forme de sponsoring visant à donner le nom d’une marque à un support sportif qui peut être un évènement, un club, un classement, une ligue ou une enceinte. Première forme de cette stratégie, le naming d’évènement s’est généralisé dans toutes les disciplines si on excepte les Jeux Olympiques, les Coupes du Monde de Football et les Grands Chelems de tennis. Par exemple, on retrouve la Heineken Cup en rugby, la Coupe Louis Vuitton en voile, le Meeting Areva en athlétisme, le Quiksilver Pro en surf, l’Open GDF Suez en tennis et le Trophée Andros en sports mécaniques.
Ensuite, il existe le naming de club qui est quant à lui assez rare dans les sports majeurs et pratiqué inégalement selon les sports et les pays. On peut néanmoins trouver des exemples de cette stratégie dans le cyclisme avec les équipes Total Direct Energie ou Cofidis, la Formule 1 avec les équipes Lotus ou Red Bull, la voile avec des bateaux Banque Populaire ou Macif et quelques clubs de football comme le Bayer Leverkusen ou le Red Bull New York.
Moins dépendante de l’actualité d’un seul club et plus récurrente que le naming d’évènement, le naming de ligues ou championnats permet une visibilité continue de la marque. Ainsi, le championnat anglais de football s’appelle la Barclays Premier League et celui d’Italie est la Série A Tim. Dans la même idée, on retrouve le naming de classement avec par exemple le Longines Jumping Rankings en équitation et l’Emirates ATP Race to London en tennis.
Enfin, la forme de naming la plus développée est celle du naming d’enceinte. Cette stratégie est très utilisée en Angleterre où 80% des stades ou salles portent le nom d’une marque et en Allemagne où douze des dix-huit clubs du championnat de football jouent dans des stades qui portent le nom d’une marque. En France, on trouve quelques utilisations du naming d’enceinte comme le stade MMArena au Mans ou l’Allianz Riviera à Nice.

### Le mécénat
Le mécénat peut être défini comme un soutien matériel apporté par un donateur, aussi appelé mécène, sans contrepartie directe de la part du bénéficiaire, à une œuvre ou à une personne pour l’exercice d’activités présentant un intérêt général, s’étendant aux champs de la culture, de la solidarité et de l’environnement. Ainsi, contrairement au sponsoring évoqué précédemment, le mécénat est un acte à sens unique qui par conséquent peut être assimilé à un don. C’est un investissement de long terme pour le mécène.
Le soutien accordé dans le cadre du mécénat peut prendre différentes formes :
- Le mécénat financier : le mécène apporte son soutien au bénéficiaire à travers des dons en numéraires. Il peut s’agir entre autres de subventions, de cotisations ou plus simplement de chèques ou de virements bancaires.

- Le mécénat de compétences : le mécène apporte ses compétences via la mise à disposition d’un ou plusieurs salariés auprès de la structure bénéficiaire. Il ne s’agit pas de bénévolat puisque les salariés concernés touchent un salaire pour leurs actions. Le mécénat de compétence est un excellent moyen de sensibiliser les employés d’une entreprise à une cause.
- Le mécénat en nature : c’est lorsque le mécène met à disposition du bénéficiaire des moyens matériels, personnels ou techniques. Ces biens seront inscrits chez le bénéficiaire sur le registre des immobilisations (ex : véhicule, mobilier), des marchandises en stock (ex : équipements sportifs, ordinateurs) ou bien des prestations de services (ex : entretien, réparation).
- Le mécénat technologique : ce type de mécénat fait appel au savoir-faire de l’entreprise, à son métier.

Le mécénat, qu’il soit dans un cadre sportif ou non, est assez peu développé en France et même en Europe. Cependant, nous pouvons noter que le mécénat a été pratiqué par le FC Barcelone lorsque ce dernier a offert  pendant cinq ans à l’Unicef l’emplacement publicitaire principal sur son maillot. Cette initiative a été reprise en France en 2009 lorsque Ferrero France a laissé son emplacement sur le maillot de l’équipe de France de basket en faveur du Secours Populaire. La Française des Jeux, au travers de sa fondation, est également fortement impliquée dans des actions de mécénat sportif. Elle participe notamment à l’épanouissement et l’intégration des personnes handicapées par le sport. Enfin, dernier exemple de mécénat sportif, la BNP Paribas qui soutient l’association « Fête le mur » créée par Yannick Noah. L’objectif de cette association est, entre autres, de permettre aux jeunes des quartiers défavorisés d’accéder à la pratique du tennis.

### Les relations publiques
Le marketing sportif inclut également les relations publiques, aussi appelées hospitalité sportive. Les relations publiques sont souvent utilisées par des entreprises souhaitant améliorer leurs relations clients mais aussi leur visibilité. Un des objectifs principaux des relations publiques est donc d’améliorer la relation de l’entreprise avec les acteurs qui gravitent autour d’elle, qu’il s’agisse d’associés, d’employés afin de développer une cohésion entre différents membres, de fournisseurs, de pouvoirs publics ou de journalistes.
Concrètement, dans le domaine sportif, les relations publiques peuvent se traduire par la mise à disposition de loges privatives dans les stades. Pour l’entreprise, le but est de faire vivre à son hôte une expérience différente et exceptionnelle. L’hôte doit se sentir privilégié. Par exemple, le Stade de France compte 168 loges de 20 m² à 40 m². Certaines sont réservées aux fédérations de football et de rugby, d’autres sont attribuées aux sociétés partenaires comme Suez, Bouygues, Danone, Axa ou Orange. Ces loges sont des espaces privilégiés pour apprécier l’évènement sportif. D’autre part, ces prestations sont souvent accompagnées d’autres avantages : parking privé, restauration haut de gamme, voire une offre touristique complète pour les plus grands évènements comme la Coupe du Monde  de football 2014 au Brésil.

### Le droit du sport
Avec l'avènement du sport business et l'importance des sommes engagées, l'aspect juridique est un facteur grandissant dans les relations entre les différentes parties.

## Les nouvelles pratiques

### Les agences spécialisées
Dans le contexte de rivalité que se livrent les médias, le sport est aujourd’hui un vecteur devenu essentiel. Phénomène qui touche toutes les strates sociales et tous les âges, le sport, et surtout le sport spectacle, c'est-à-dire le segment du sport de haut niveau qui répond le mieux aux exigences de la télévision, constitue un vecteur essentiel de vente des programmes pour les chaines de télévision et un vecteur de communication pour l’ensemble des autres secteurs économiques. En effet, les valeurs positives et évocatrices du sport ont conduit les entreprises à intensifier leur communication par le sport.
On a alors pu voir le développement d’intermédiaires spécialisés comme Sport Market, Havas Sports & Entertainment France, Carat Sport France, Front de Neige, YE Sport, Sportlabgroup ou Eventeam qui ont pour but de cibler avec quel sport, quel évènement, quel champion ou quelle équipe il est judicieux de s’associer. Le sport est devenu un moyen de communication à part entière et il est alors nécessaire pour les entreprises qui souhaitent utiliser le marketing sportif comme vecteur de communication d’utiliser ces agences spécialisées qui connaissent toutes les spécificités du secteur du sport. Elles permettent alors à l’entreprise de cibler et choisir au mieux la stratégie de marketing sportif à adopter par rapport à ses objectifs de communication, la cible visée et ses valeurs.

### Les nouveaux acteurs
À ses débuts, le marketing sportif était peu développé et réservé aux entreprises liées à l’univers du sport comme les équipementiers sportifs. Aujourd’hui, le sport est devenu un véritable marché qui permet de mettre en place des stratégies de communication véritablement réfléchies. En effet, le temps n’est plus celui d’un marketing sportif qui se fait au gré de la volonté d’un grand patron passionné de voile ou de rugby. Par conséquent, il attire aujourd’hui de nombreux nouveaux acteurs. Il n’est donc plus rare de voir des entreprises sans lien avec le sport, comme la Caisse d’Epargne ou Renault par exemple, utiliser ce marché pour promouvoir leurs entreprises, produits et services.
De plus, de nouveaux concurrents des pays émergents changent la donne. En effet, la mondialisation du sport ouvre des portes aux pays émergents pour organiser des évènements sportifs internationaux majeurs et financer des clubs sportifs. Ainsi, l’Afrique du Sud, la Russie et le Qatar ont été sélectionnés pour organiser la Coupe du Monde de football alors que les Jeux Olympiques se dérouleront au Brésil en 2016. Par ailleurs, de riches financiers des Émirats arabes unis, de Hong Kong, du Qatar et de la Russie sont propriétaires en totalité ou en partie de plusieurs clubs de football européens comme le Paris Saint Germain ou Monaco.

### L'importance de la segmentation
Contrairement aux produits de grande consommation, l’événement sportif peut difficilement garantir une qualité constante et répétitive. Ces caractéristiques impliquent une diversité des cibles, c’est pourquoi la segmentation entre en jeu dans un tel contexte. Comprendre qui sont les consommateurs et ce qui les différencient les uns des autres, est un enjeu fondamental pour les gestionnaires de marketing dans les clubs sportifs professionnels. Pour cela, ils doivent mettre en place des stratégies de segmentation qui leur permettront d’identifier les cibles et leurs besoins et de prendre des décisions stratégiques en termes d’investissement.
Afin de réaliser cette segmentation, plusieurs techniques s’offrent aux entreprises. Tout d’abord, on retrouve la segmentation classique qui se base sur des critères sociaux-démographiques (âge, sexe, etc.). Cette technique a permis aux Ravens de Baltimore d’identifier un segment qu’ils négligeaient, les femmes, et donc de créer un club réunissant 15 000 femmes avec un abonnement standard. La deuxième technique est basée sur l’identification du consommateur à travers une entité sportive. En effet, Sutton et al. (1997) observent que les fans inconditionnels investissent plus facilement dans les produits dérivés et assurent ainsi une activité commerciale positive du club. De fait, c’est un enjeu majeur pour les clubs sportifs professionnels de proposer des offres et des stratégies commerciales. L’objectif est aussi d’atteindre les spectateurs moins identifiés en vue de créer un lien avec ces derniers de type identitaire. La dernière technique de segmentation utilisée est basée sur la motivation et notamment les huit facteurs émotionnels décrits par Wann et al. en 2008 : l’affiliation à un groupe, le caractère esthétique, le stress positif, l’estime de soi, le divertissement, l’intérêt économique, l’évasion et la famille.
Par ailleurs, une étude menée auprès des spectateurs d’une équipe canadienne de LNH a permis de définir plusieurs groupes d’individus qui peuvent aider les marques à segmenter et mettre en place des stratégies de marketing sportif. On retrouve alors les super-spectateurs qui semblent relativement facile à satisfaire et qui sont séduits par de nombreuses facettes de l’évènement ; le spectateur social qui veut un spectacle de qualité à des prix accessibles et avec des facilités d’infrastructures et de regroupement qui lui permet de rencontrer des personnes et de discuter avec eux ; et le spectateur hédoniste qui cherche l’expérience et l’excitation que procure un évènement sportif.
Aujourd'hui, l'expérience spectateur fait partie intégrante de l'offre centrale du spectacle sportif. On remarque une évolution de celle-ci notamment par la numérisation et l'usage de nouvelles technologies qui accroit ce processus d'appropriation des marques sportives par les spectateurs.

## Les acteurs du sport

### Le Marketing des équipes et des événements sportifs
Selon différents auteurs et les organisations, le marketing des événements et des équipes sportives est définie comme «la conception ou le développement d’une activité à thème (occasion, affichage…) ou la présentation d’un événement sportif pour promouvoir un produit, une équipe, une cause, ou une organisation. En d'autres termes, il peut être défini comme suit: le marketing d'événements et d'équipes sportives est la stratégie de marketing qui est conçoit ou développe une activité «en direct», avec un thème spécifique. Ce type de stratégie est surtout utilisé comme un moyen de promouvoir, d'exposer ou de présenter des choses différentes, comme une équipe sportive, une association sportive, entre autres. Il existe différents événements qui peuvent clairement servir d’exemple à ce concept, comme le Super Bowl, les Jeux olympiques, la Ligue des champions de l'UEFA et la Coupe du monde de la FIFA.
Le Super Bowl est un exemple de ce concept car c’est un événement massif de sport organisé par une association sportive, la NFL, qui cherche à promouvoir l'événement lui-même, le sport lui-même et ainsi les différentes équipes de Football Américain. La façon dont cet événement est promu est essentiellement par télévision sportive et à la radio, mais aussi par les contrats signés avec d'autres entreprises afin de promouvoir et retransmettre l'événement. Par exemple, au Mexique la NFL a signé un contrat avec une salle de cinéma mexicain, Cinemex, de sorte que certains des jeux les plus importants de l'événement soient retransmis dans ses différentes salles. Ainsi, la NFL a pu promouvoir l'événement dans son pays, à la télévision nationale, mais aussi il a eu la possibilité de diffuser l'événement à grande échelle dans les pays étrangers. Ce qui signifie plus d'audience, et donc atteindre l'objectif de la NFL qui est de promouvoir l’événement sportif et les équipes impliquées.

### Le Marketing des produits à travers le sport
«Le Marketing par le sport» est un concept utilisé depuis les années 1980, mais qui a gagné en importance au cours des deux dernières décennies en raison de la croissance et l'expansion que les différents types de sports ont connu depuis lors. "Le Marketing à travers le sport" est une stratégie de marketing qui peut être utilisé dans les sports de deux manières différentes. Tout d'abord, l'utilisation du marketing et de la publicité peut être effectuée par le sport ou par l'intermédiaire du club sportif. Dans le premier cas, l'utilisation du marketing est sous la responsabilité des différentes associations sportives, tandis que dans le second cas, la responsabilité retombe sur les différents clubs sportifs. De cette manière, tout marketing et publicité à travers : le sport et les clubs commandités, les événements corporatifs, des produits sous licence, la publicité par diffuseur, la publicité sur le terrain (signalisation, vêtements, équipements…), la promotion des jeux, la promotion à l'aide de joueurs, Clubs, ligues ou en développement » sont des occasions d'affaires. La particularité du sport est que «le sport est le seul divertissement où, peu importe combien de fois vous revenez, vous ne connaîtrez jamais la fin à l’avance." Ce fait singulier est utilisé par des entreprises de marketing comme un avantage: chaque fois que le public assiste à un événement, il verra les annonces encore et encore, en fournissant un large éventail de possibilités pour les différentes sociétés qui opèrent sur ce domaine.
Parallèlement au marketing des produits, le sport permet également aux entreprises sponsors d'assurer la promotion des services qu'elles assurent lors des événements, à l'image de l'entreprise de services numériques Atos responsable des infrastructures informatiques (cloud, cybersécurité, etc) pour les Jeux Olympiques.
En outre, aujourd'hui, les destinations (villes, régions et pays) visent à se (re)définir, positionner et promouvoir sur la scène internationale au travers du sport. C'est ce que l'on appelle le place branding via le sport.

### Le parrainage des évènements
Le concept de fournir des accessoires lors d’un événement sportif découle de l’invention du sport. En effet le fait de fournir des maillots ou encore des balles au cours d’un « grand » événement sportif est symbole de qualité et de renom de la marque. Prenons l’exemple de Slazenger qui est le symbole même du partenariat au tennis, en effet ce sont eux qui desservent les balles du tournoi du grand chelem Wimbledon depuis maintenant plus de 100 ans (ndlr : Slazenger est un des sponsors officiels de Wimbledon depuis 1902)

### Parrainage de ligue
Un exemple significatif pour représenter le concept du marketing à travers le sport est la banque anglaise Barclays associée à la ligue professionnelle de football anglaise : la première ligue. En effet depuis 2001 Barclays sponsorise la première ligue anglaise à hauteur de £120m par an. Par cette stratégie de marketing, la banque Barclays promeut les qualités de sa marque et des services qu’elle donne.
Turkish Airlines a établi une stratégie de marketing sportif impliquant des équipes de haut niveau sportives, les joueurs, et les associations sportives dont Manchester United, le FC Barcelone, la compétition de basket-ball Euroleague,  le joueur de la NBA Kobe Bryant et la joueuse de tennis Caroline Wozniacki. 
Un autre exemple de marketing sportif est la rénovation du contrat entre Adidas et la Fédération de football mexicaine (FMF). En août de cette année, le PDG d'Adidas Herbert Hainer en compagnie du président de la FMF, Justino Compeán a annoncé le renouvellement du contrat afin de permettre à Adidas de continuer à produire et à concevoir l'uniforme des équipes mexicaines jusqu'en 2018. Le marketing sportif est une stratégie de marketing dans lequel les entreprises sont liées à des produits ou des services sportifs  afin de promouvoir leur marque grâce à la conception, la production ou d'autres ressources. Dans ce cas, Adidas, qui est complètement lié au sport, est  une entreprise qui utilise le marketing sportif comme une stratégie, en concevant les uniformes de l'équipe de football et donc sa marque est représentée chaque fois qu'il y a un jeu de maillot. De plus les jeux de maillots sont une véritable vitrine pour les marques. Ce sont des éléments de la tenue sportive qui ont un fort pouvoir de communication.

### Publicité lors d'événements sportifs
Aujourd'hui, la publicité a envahi les terrains de la plupart des sports. En effet, lorsqu'on regarde un match de football par exemple, on aperçoit un grand nombre de panneaux publicitaires autour du stade qui permettent le placement de produits passifs aux supporters. Inconsciemment, on regarde forcément ces publicités et lors de moments d'émotions plus ou moins intenses (but de votre joueur préféré, victoire de votre pays en Coupe du Monde…), cela peut influencer la perception du potentiel consommateur, qui va vouloir acheter ces produits. 
De plus, les maillots des sportifs sont recouverts d'une ou plusieurs marques selon les joueurs et les disciplines. Au football, le maillot d'un joueur peut compter jusqu'à une dizaine de marques différentes qui sponsorisent le club. Il porte également des équipements de son sponsor personnel. Au tennis, le nombre de marques présentes sur un maillot est moindre dans la plupart des cas. Pour Rafael Nadal, par exemple, ses vêtements sont iissus d'une seule marque, en l'occurrence Nike. Comme dans le football, il a son équipement personnel d'une autre marque, sa raquette Babolat. 

### Publicité télévisée

#### Pendant les manifestations sportives de diffusion
Pour illustrer ce propos, on peut s'appuyer sur l'exemple du Super Bowl. En effet, à la mi-temps de la finale de football américain, les différentes marques s'arrachent les quelques minutes de publicités disponibles. Ce match étant un des événements sportifs les plus regardés au monde, ce n'est pas étonnant de voir le prix d'une seconde de publicité s'envoler (150 000 $ la seconde). 
On peut également citer l'événement de tennis français Roland-Garros. Lors de ce tournoi, les meilleurs joueurs du monde sont présents ce qui incitent les fans de la petite balle jaune à se masser devant leurs télévisions. Les publicités pendant les matchs permettent aux sponsors de l'événement, tels que Peugeot ou Perrier de vanter leurs produits pendant les nombreuses coupures publicitaires. 

#### Utilisant l'image de sportifs mondialement connus
Un autre exemple du marketing à travers le sport est la stratégie utilisée par Gillette afin de promouvoir ses produits d'hygiène, à travers les sportifs représentatifs de chaque sport à la télévision. Gillette utilise pour cela des figures du football telles que Lionel Messi ou Thierry Henry, du tennis avec Roger Federer et du golf en la personne de Tiger Woods. Dans les spots publicitaires, ces célébrités apparaissent en utilisant les produits de l'entreprise en expliquant que ces produits permettent d'obtenir des résultats exceptionnels. Le but est d'inciter le consommateur à acheter ce produit pour s'identifier à leur idole et garantir le succès aux utilisateurs de ces produits. C'est un exemple clair de marketing sportif dans le sens où Gillette ne s'appuie par sur 1 mais sur 3 sports différents pour viser un public le plus large possible, le football et le tennis étant 2 des sports les plus pratiqués au monde. 

## Limites
Le marketing sportif, sous ses différentes formes, est de plus en plus utilisé néanmoins il possède plusieurs limites. Tout d’abord, il ne peut être efficace que s’il s’inscrit dans un mix cohérent en complément des moyens de communication classiques. Ainsi, le marketing sportif doit être adapté à la stratégie globale de l’entreprise et coordonné avec les autres moyens de communication.
Par ailleurs, il est encore difficile d’évaluer l’impact réel des actions de marketing sportif sur une entreprise. Cependant il est peu apte à créer une habitude d’achat, transmettre les caractéristiques d’un produit ou faire connaitre l’action de l’entreprise.
Enfin, dans le cadre du marketing sportif, le choix de l’entité sportive que ce soit un athlète, une équipe ou un évènement, est très important. En effet, une image négative de l’entité partenaire peut avoir des conséquences sur la marque. Par exemple, les cas de dopage de l’équipe de cyclisme Festina ou la situation de l’équipe de France de football lors de la Coupe du Monde 2010 ont eu des impacts négatifs sur les relations avec les marques partenaires qui sont alors associées à ses évènements négatifs.